# Bulgarische Fußballmeisterschaft 1936
Die Bulgarische Fußballmeisterschaft 1936 war die zwölfte Spielzeit der höchsten bulgarischen Fußballspielklasse. Die Gewinner der zwölf regionalen Bezirke ermittelten den Meister im Pokalmodus.

## Teilnehmer
| - Pobeda Plowdiw - Chadschi Slawtschew Pawlikeni - Orli Charmanli - Krakra Pernik - Lewski Burgas - Lewski Russe | - Georgi Draschew Jambol - Pobeda 26 Plewen - Panajot Wolow Schumen - Viktoria 23 Widin - Slawia Sofia - Titscha Warna |

## 1. Runde
Ein Freilos erhielten: Titscha Warna, Slawia Sofia, Pobeda Plowdiw und Lewski Burgas.
|                        | Ergebnis |                               |
| ---------------------- | -------- | ----------------------------- |
| Viktoria 23 Widin      | 4:2      | Pobeda 26 Plewen              |
| Lewski Russe           | 3:0      | Panajot Wolow Schumen         |
| Krakra Pernik          | 2:1      | Chadschi Slawtschew Pawlikeni |
| Georgi Draschew Jambol | 8:0      | Orli Charmanli                |

## Viertelfinale
|                        | Ergebnis |                |
| ---------------------- | -------- | -------------- |
| Lewski Russe           | 0:1      | Krakra Pernik  |
| Georgi Draschew Jambol | 1:0      | Pobeda Plowdiw |
| Titscha Warna          | 1:0      | Lewski Burgas  |
| Viktoria 23 Widin      | 1:6      | Slawia Sofia   |

## Halbfinale
|               | Ergebnis |                        |
| ------------- | -------- | ---------------------- |
| Slawia Sofia  | 6:0      | Georgi Draschew Jambol |
| Titscha Warna | 1:0      | Krakra Pernik          |

## Finale
| Datum      |              | Ergebnis |               |
| ---------- | ------------ | -------- | ------------- |
| 18.10.1936 | Slawia Sofia | 2:0      | Titscha Warna |